# Mieczysław Mikołajczak
Mieczysław Michał Mikołajczak (ur. 29 lutego 1960 w Koronowie) – polski prezbiter katolicki, biblista, profesor nauk teologicznych.

## Życiorys
Absolwent Liceum Ogólnokształcącego nr 13 im. Henryka Sienkiewicza w Świebodzinie. W latach 1979–1985 alumn Wyższego Seminarium Duchownego w Gościkowie–Paradyżu. Święcenia kapłańskie przyjął w 1985 z rąk biskupa Wilhelma Pluty. Licencjat kanoniczny uzyskał na podstawie studiów w Papieskim Instytucie Biblicum i na Papieskim Uniwersytecie Angelicum. Doktorat z teologii biblijnej pt. Relacja Boga do człowieka w świetle przypowieści o synu marnotrawnym – Łk 15, 11–32 obronił w 1997 na Papieskim Fakultecie Teologicznym we Wrocławiu pod kierunkiem Hugolina Langkammera. Habilitację pt. Teologia świątyni w dwudziele św. Łukasza uzyskał w 2001 roku na Wydziale Teologii Katolickiego Uniwersytetu Lubelskiego. Tytuł profesora otrzymał w 2010.
W latach 1992–1998 prowadził audycje o tematyce biblijnej w Radio Gorzów, a w latach 1999–2001 w Radio Plus Zielona Góra.
W latach 1995–1998 wykładowca egzegezy i języka greckiego na Papieskim Fakultecie Teologicznym we Wrocławiu – Sekcja w Gorzowie Wielkopolskim. W latach 1998–2019 prowadził wykłady z egzegezy, wykłady monograficzne i seminaria naukowe z teologii biblijnej na Wydziale Teologicznym Uniwersytetu Adama Mickiewicza w Poznaniu.
Członek Stowarzyszenia Biblistów Polskich.